# Fotonika
Fotonika je obor na rozhraní fyzikálních a technických věd, který se zabývá vlastnostmi a metodami využití fotonů. Pro praktické aplikace je zvlášť významný výzkum přístrojů, ve kterých se kontrolovaným způsobem ovládá tok fotonů.

## Základy
Fotonika tedy znamená studium a praktickou aplikaci procesů, souvisejících s vyzařováním (emisí) a pohlcováním (absorpcí) fotonů elektrony. Lze ji také chápat jako aplikovanou kvantovou elektrodynamiku, což je teorie, která se snaží spojit kvantovou mechaniku s klasickou Maxwellovou teorií elektřiny a magnetismu. V podstatě popisuje interakci světla a hmoty.
Kvantová elektrodynamika rozlišuje tři základní děje potřebné k popisu všech jevů spojených se světlem a elektřinou,
kterých se účastní fotony a elektrony:
- postup fotonu z jednoho místa prostoru v určitém čase na jiné (optika);
- postup elektronu z jednoho místa prostoru v určitém čase na jiné (elektronika);
- vyzářeni nebo pohlcení fotonu elektronem (fotonika).

Fotonika je založena právě na tomto posledním ději. Takový přístup opravňuje k tvrzení o existenci a sounáležitosti tří rovnoprávných oborů: optiky, elektroniky a fotoniky. Avšak zatím co optika i elektronika mohou existovat samostatně, u takto pojaté fotoniky tomu tak není. Fotony i elektrony je totiž nutno na místo vzájemné interakce nějak dopravit a proto se zřejmě fotonika nemůže bez optiky a elektroniky obejít. Fotonika se tak také jeví jako účelové seskupení vybraných částí optiky a elektroniky, které zkoumá a využívá procesy nastávající při energetických ztrátách elektronů a fotonů – hlavně předávání energie fotonů elektronům a vznik fotonů na úkor energetických ztrát elektronů. Pokud tyto částice nesou informaci, předává se i informace. Zkrátka: fotonika stojí na dvou nohách: jedna je elektronika a druhá optika.

## Historie
Fotonika je mladý obor navazující na tradiční vědní disciplínu optiku. Optická technika posledních desetiletí prošla třemi velkými mezníky, což je
1. vynález laseru,
2. příprava a výroba optických vláken s nízkým útlumem a
3. zvládnutí výroby polovodičových optických součástek.[1]

To mělo za následek renesanci optiky a její rostoucí význam pro moderní technologie. Výsledkem tohoto vývoje byl vznik nových vědních oborů včetně fotoniky. Pojmenování oboru názvem fotonika bylo přijato jako paralela s elektronikou, která se zabývá metodami řízení toku elektronů v různých prostředích a strukturách. Pojem fotonika rovněž vystihuje význam částicové (fotonové) podstaty světla při výkladu činnosti mnoha optických zařízení.
Fotonová optika je soubor výsledků kvantové optiky, kterými se doplňuje elektromagnetická optika tak, aby bylo možno - při zachování názornosti klasické teorie - objasnit vedle klasických optických jevů také kvantovou povahu světla a jeho interakci s látkou.